# Lonnie Zamora
Lonnie Zamora (Magdalena, 7 settembre 1933 – Socorro, 2 novembre 2009) è stato un poliziotto statunitense, noto per aver sostenuto di essere stato testimone di un avvistamento UFO.
Dionicio E. Zamora, detto Lonnie, fu per 15 anni un ufficiale della polizia statunitense di stanza nella città di Socorro, nel Nuovo Messico. Dopo 23 anni di servizio fu congedato dal reparto T6 della Guardia Nazionale. Secondo il racconto di Zamora il presunto avvistamento sarebbe avvenuto il 24 aprile 1964, mentre era in servizio nella sua città. Tali affermazioni furono oggetto di una notevole attenzione mediatica.

## Il racconto di Zamora
Secondo il racconto di Zamora l'avvistamento sarebbe avvenuto il 24 aprile 1964 verso le 17:45 durante un inseguimento effettuato con un'auto di servizio su una strada a sud di Socorro. Zamora racconta l'evento con queste parole:

## Testimonianze, investigazioni e pubblicità
Nel giro di qualche ora, le parole di Zamora raggiunsero i notiziari: lo ascoltarono molte persone che stavano ascoltando per radio la situazione del traffico, compresi alcuni giornalisti. Nel giro di pochi giorni i reporter dell'Associated Press e del United Press International arrivarono a Socorro. Entro due giorni giunsero sul luogo membri dell'APRO, un gruppo di specialisti di ufologia composto da civili. Furono presenti anche ufficiali rappresentanti dell'U.S.Air Force responsabili del ( Progetto Blue Book). Gli esperti del NICAP giunsero sul luogo solo il martedì successivo. Il primo fu Ray Stanford, che scrisse nei mesi successivi un libro dettagliato sull'evento.

### Testimonianze
Diversi testimoni, indipendentemente dall'avvistamento di Zamora, affermarono di aver osservato un velivolo a forma di "uovo" che emetteva delle fiamme bluastre, approssimativamente nello stesso momento e nella stessa area dell'incontro riferito da Zamora. Alcuni di loro lo fecero pochi minuti prima delle parole di Zamora alla radio.
Il ricercatore Ray Stanford scrive, nel suo libro, di un nutrito numero di testimoni considerati attendibili, compresi due turisti, Paul Kies e Larry Kratzer, che in auto stavano avvicinandosi a Socorro da sud-ovest, a meno di 1609 m dal luogo dell'atterraggio. Apparentemente furono anche loro testimoni dell'atterraggio e riferirono di aver osservato delle fiamme e della polvere brunastra che si sollevava. La loro storia fu diffusa dal Telegraph-Heral di Dubuque, Iowa, pochi giorni dopo il loro ritorno.
Una famiglia di cinque persone, turisti provenienti dal Colorado, e diretti verso nord, videro un oggetto ovale volare, ad una quota molto bassa che procedeva da est ad ovest, verso la città di Socorro.
L'oggetto passò a pochi metri di altezza, direttamente sopra la loro auto. Dopo l'incontro si fermarono a Socorro per fare benzina. La loro identità non fu mai rivelata, ma la storia fu raccolta da un operatore di una stazione di servizio, un tale Opal Grinder, che raccontò dell'incidente, e che riconfermò tre anni dopo in una deposizione giurata. Secondo il Grinder, uno di loro testimoniò: «Strano, i velivoli volano molto basso da queste parti!», infatti l'oggetto aveva sfiorato il tetto della loro auto. L'uomo era preoccupato, in quanto il velivolo non giungeva dal vicino aeroporto, ma dalla superstrada situata ad est. Vide anche un'auto della polizia diretta verso la più vicina collina, pensando ad una qualche forma di assistenza (Stanford, p. 16). Sempre secondo Stanford, un altro testimone ha chiamato la televisione di Albuquerque attorno alle 17:30, per riferire di aver osservato un oggetto ovale a bassa quota, che viaggiava lentamente verso la città di Socorro (Stanford, p. 82). Stanford aveva anche registrato la presenza di un gran numero di testimoni che aveva sentito durante l'atterraggio, un forte fragore. Uno degli addetti all'ufficio dello sceriffo di Socorro, affermò di aver ricevuto la segnalazione di "centinaia di persone", che avevano sentito un fragore verso la zona sud della città. Stanford, personalmente raccolse la testimonianza di due donne che sentirono poco prima delle 18.00 due fragori distinti, separati fra loro di qualche minuto (Stanford, pp. 85–87).

### Ulteriori riscontri
Stanford nel suo resoconto afferma che oltre alle testimonianze precedenti vi sono state altre tre persone che chiamarono immediatamente la polizia stradale, prima che l'evento venisse reso pubblico. Nell'ottobre 2009, Stanford, per la prima volta, ha rivelato che il sergente Chavez, il primo poliziotto che venne in aiuto a Zamora, gli aveva confidato privatamente che anche lui aveva visto l'oggetto rapidamente ripartire verso ovest, in direzione delle montagne. Inoltre, quando Chavez arrivò per primo sulla scena, entro un minuto o due la partenza dell'oggetto, notò che i cespugli stavano ancora bruciacchiando, e che Zamora appariva sotto shock. Successivamente arrivarono, in supporto alle investigazioni altri poliziotti. Chavez, dopo molto tempo, disse a Stanford, che qualunque cosa abbia prodotto sul terreno questi segni rettangolari a forma di cuneo, erano come penetrati nel terreno umido. La presenza di tracce simili, in un terreno in queste condizioni, faceva pensare che fossero state appena create.

### Investigazione dell'Air Force
La sera dell'incontro, Zamora venne interrogato dal capitano dell'Esercito, T. Holder, e dall'agente dell'FBI, Arthur Byrnes Jr. Tuttavia, per ragioni che non sono mai state chiarite, chiesero di non rivelare la loro presenza sul luogo. (Druffel, 213). Zamora allora immaginò che l'oggetto potesse essere un qualche tipo di aereo super segreto. Holder smentì tale ipotesi, e su un quotidiano di Socorro affermò che nessuna missione militare in quel momento avrebbe potuto riprodurre le forme dell'oggetto avvistato.
Dopo aver raccolto la testimonianza di Zamora, Holder e diversi ufficiali della polizia militare, si recarono sulla scena dell'atterraggio. Usando delle torce elettriche, recintarono il sito, presero diverse misure, raccolsero dei campioni di sabbia e frammenti di cespugli bruciati. La voce secondo cui venne ritrovata della "sabbia fusa", non ebbe conferma; persino Hynek, durante le sue investigazioni, disse che non aveva sentito nulla del genere. (Druffel, 218)
Il giorno successivo, una domenica, Holder chiamò il colonnello al Joint Chief of Staff. Come giovane capitano, Holder fu sorpreso e nervoso nel dover riferire dell'evento ad un ufficiale di così alto grado. Al comando del colonnello, Holder riportò la sua investigazione, sfruttando una speciale linea crittata. Qualche anno dopo, Holder meravigliato si domandava, del «[...] perché i militari fossero così interessati a questo tipo di eventi? [...]».
L'astronomo Allen Hynek, consulente del progetto Blue Book, arrivò giovedì a Socorro, era il 28 aprile 1964. Incontrò Zamora e Chavez, procedendo successivamente con un'intervista. Hynek e il maggiore dell'Air Force, Hector Quintanilla, inizialmente avevano pensato che l'avvistamento avesse a che fare con un test del modulo lunare Apollo, ma esclusero tale ipotesi dopo una approfondita investigazione (Druffel, 213). In un memorandum Hynek scrisse che «Zamora & Chavez erano prevenuti nei confronti dell'Air Force», in quanto tale istituzione lasciò intendere che considerava la storia come una burla. Notò come Zamora fosse «piuttosto arrabbiato per essere fatto passare per bugiardo». Hynek ci mise più di un'ora e mezza per "rompere il ghiaccio", e ascoltare finalmente la sua versione come unico testimone. Hynek scrisse anche che l'Air Force: «Insinuò che l'incontro attribuito a Zamora avesse a che fare con un aereo militare non identificato, ma nessun tipo di aereo conosciuto all'epoca aveva le sembianze di quello osservato da Zamora». Non solo Hynek fu d'accordo, ma lo furono anche altri esperti, circa l'ipotesi che un prototipo super segreto non fosse per nulla plausibile. Inoltre Hynek scrisse: «Penso che questo caso possa rappresentare la Stele di Rosetta di tutti i casi ufologici [...]. Non si è mai visto un caso di questo genere, così attendibile e con numero di testimoni così elevato». Rivelando infine la sua crescente frustrazione legata al progetto Blue Book, disse «L'Air Force non sa cosa sia la scienza».

### La sabbia fusa
Nel 1968, un fisico e ricercatore UFO James E. McDonald intervistò Mary G. Mayes: durante il dottorato presso l'Università dell'Arizona era studentessa del laboratorio di biologia delle radiazioni. Le chiesero di "analizzare del materiale e delle piante provenienti dal sito di Socorro". Dopo l'analisi la studentessa restituì i campioni ma di questi non se ne seppe più nulla (Druffel, 218). Quando venne intervistata da McDonald, la Mayes disse che lei e altri due studenti lavorarono sulle evidenze fisiche del sito di Socorro. La Meyes, disse anche di aver esaminato il sito il giorno dopo l'evento e di aver raccolto campioni di piante per l'analisi. La Meyes concluse, dopo l'analisi, che le piante probabilmente vennero bruciate dalle fiamme dell'UFO, e che erano "completamente rinsecchite", aspetto piuttosto anomalo in questi casi (Druffel, 219). La Mayes non trovò contaminazioni radioattive, ma "due sostanze organiche", che non fu in grado di identificare (Druffel, 219). Mayes ha confidato a McDonald che, esattamente nello stesso luogo in cui si presupponeva fosse atterrato l'oggetto, vi fosse della "sabbia fusa" di consistenza vetrosa. Quest'area di consistenza vetrosa era più o meno di forma triangolare e misurava circa dai 64 ai 76 centimetri, per poi gradualmente assottigliarsi a 2,5 centimetri e con uno spessore approssimativamente di 6,4 centimetri. Per Mayes l'area "vetrosa" sembrava essere stata colpita da un jet a reazione (Druffel, 219). Mayes affermò che avrebbe indagato per individuare chi altri avessero analizzato il sito, ma il rapporto di McDonald non dà indicazioni se la Mayes avesse o meno contattato tali persone (Druffel, 219).

### Velocità ed accelerazione dell'oggetto
Secondo la ricostruzione dell'evento tratto dalla testimonianza di Zamora, passarono 20 secondi dal momento in cui l'oggetto passava da una condizione di quiete ad una rapida accelerazione, che lo ha portato fino al Box Canyon per poi svanire ad una distanza di 9,65 {\displaystyle km}. Assumendo una accelerazione costante, questi valori si possono utilizzare per calcolare l'accelerazione dell'oggetto, la sua velocità media e la sua velocità finale. L'accelerazione è data dalla formula {\displaystyle 2}·{\displaystyle d}/{\displaystyle t}{\displaystyle ^{2}}>, dove <d> è la distanza di 9,65 {\displaystyle km} e <t> è il tempo di 20 secondi. La velocità finale dovrebbe essere 2d/t e la velocità media <d/2>. Questo oggetto aveva pertanto una velocità di 3.476 {\displaystyle km}·{\displaystyle h^{-1}}, e una velocità media di 1.738 {\displaystyle km}·{\displaystyle h^{-1}}, e un'accelerazione di 48 {\displaystyle m}·{\displaystyle s^{-2}}, almeno 5 volte la gravità terrestre di 9,8 {\displaystyle m}·{\displaystyle s^{-2}}.
Questi valori così elevati escludono qualsiasi spiegazione convenzionale, come un elicottero o un pallone aerostatico. I più avanzati aerei a reazioni dell'epoca erano in grado di raggiungere accelerazioni e velocità supersoniche del genere, ma nessuna forma di propulsione era completamente silenziosa. I rapporti dell'Air Force sul luogo dell'incidente affermano che non sono state trovate tracce di propellenti chimici, come si sarebbe aspettato da un eventuale motore a reazione. Inoltre, nessun aereo era in grado di effettuare un decollo verticale a tale velocità. L'oggetto ovale descritto da Zamora mancava di ali e altri strutture esterne che avrebbero potuto fornire un valido sostentamento.

## Conseguenze
Zamora si stancò talmente a causa della sua testimonianza che da quel momento volle evitare qualsiasi contatto, sia con ufologi che con l'Air Force. Cambiò lavoro e divenne gestore di una stazione di benzina.

## L'ipotesi di una burla e confutazioni
Alcuni demistificatori
 affermarono che la storia fosse uno scherzo. Per l'astronomo Donald Menzel, Zamora sarebbe stato vittima di uno complicato scherzo messo in scena da ingegneri di una scuola di specializzazione che "pianificarono l'intero affare per 'fregare' Zamora" (Hynek suggerì questa possibilità ad alcuni cittadini di Socorro, ma essi la scartarono). Un anno più tardi Menzel ipotizzò che Zamora avesse identificato erroneamente un turbine di sabbia. Alcuni giornalisti e ricercatori scettici, tra cui Philip J. Klass, prima suggerirono che Zamora avesse identificato per errore un fulmine globulare, poi screditando se stessi, cambiarono versione, suggerendo che l'avvistamento facesse parte di un fantomatico "Schema Zamora", inventato con l'aiuto del maggiore Holm Bursum Jr allo scopo di incrementare il turismo locale. Nel 1964 Bursum era proprietario del terreno in cui avvenne l'avvistamento di Zamora. Klass sostenne l'ipotesi che Bursum sperava che la storia dell'UFO "costruita" da Zamora avrebbe attirato turisti a Socorro, e di conseguenza il suo terreno sarebbe divenuato luogo di attrazione turistica. Sia Bursum, sia Zamora smentirono tali accuse, considerandole come ridicole. Neanche dopo l'episodio e la vasta eco mediatica ottenuta, infatti, l'evento contribuì a sviluppare turisticamente la zona. Nel 2009 il luogo di atterraggio dell'oggetto era esattamente come lo si poteva osservare nel 1964.

## Le conclusioni del progetto Blue Book
Il rapporto formale dell'Air Force è datato 8 giugno, 1964. Jerome Clark lo ha giudicato "problematico e con errori", sostenendo: che non vi erano altri testimoni (ma ciò non è vero: diversi rapporti di testimonianze, in seguito all'avvistamento, vennero comunicati, dopo pochi minuti l'incontro di Zamora), che il luogo dell'atterraggio non aveva subito nessuna alterazione (evidentemente falso, come si può osservare in alcune foto della scena scattate da Jordan un'ora dopo l'atterraggio), né viene data alcuna risposta circa l'origine dell'oggetto (oltre a escludere l'ipotesi extraterrestre); questa è la conclusione: l'Air Force sta continuando la sua investigazione, il caso è ancora aperto.
Tuttavia, in un rapporto segreto preparato dalla Central Intelligence Agency, il direttore del Progetto Blue Book, il maggiore Hector Quintanilla ha fornito ulteriori dettagli sul caso: «Non vi sono dubbi che Lonnie Zamora ha visto un oggetto che l'ha lasciato piuttosto impressionato e non ci sono dubbi sulla sua affidabilità. È un serio ufficiale di polizia, una sicurezza per il suo quartiere, una persona che sa riconoscere qualsiasi aeromobile si presentasse alla sua vista. Rimase sconcertato da ciò che vide, e francamente, lo siamo stati anche noi. Questo è uno dei casi meglio documentati e, nonostante tutto, non siamo stati in grado di ritrovare il veicolo o dare altre spiegazioni che giustificassero lo sgomento e il panico vissuti da Zamora».

## Spiegazioni successive
Secondo lo scettico Larry Robinson, l'avvistamento si spiegherebbe con l'atterraggio di un pallone aerostatico usato a scopo pubblicitario; dato che l'atterraggio non era stato autorizzato, appena hanno visto il poliziotto i passeggeri del pallone sarebbero decollati precipitosamente. Nel 2009 l'ufologo Anthony Bragaglia ha rivelato che si sarebbe trattato della burla organizzata da alcuni studenti di ingegneria del college della città; la notizia sarebbe stata confermata dall'ex preside del college e dal ritrovamento di alcuni documenti, cioè una lettera scritta dall'ex preside nel 1968 ed una foto dell'epoca, che raffigura un pallone sperimentale costruito dagli studenti. Secondo Bragaglia la valutazione della velocità dell'oggetto, che sembrerebbe contraddire l'ipotesi del pallone, sarebbe poco affidabile perché non proverrebbe dal racconto originario di Zamora, ma vi sarebbe stata aggiunta successivamente.